# الحمراء (همدان)

تعديل مصدري - تعديل

الحمراء هي إحدى قرى عزلة وادعة بمديرية همدان التابعة لمحافظة صنعاء، بلغ تعداد سكانها 1899 نسمة حسب تعداد اليمن لعام 2004.